# Balaton Klub
A Balaton Klub az 1900-as évek elején épült Balatonföldváron, a Balatonföldvár Kikötőben. Nem a nagyközönség számára készült, hanem egy kb. 6-800 tagot számláló zárt egyesület tagjainak. A klubnak 9 szobából álló kis szállója volt, amelyet szintén csak a klub tagjai vehettek igénybe.
„…a klub pezsgő élet középpontja. Az ott tartott nyári hangversenyek oly közönséget vonzanak oda, aminőt kevés fürdőhely mutathat fel az országban” - olvasható a Balaton-Földvár gyógyfürdő ismertetése (1909) című kiadványban.
Az épület mellett található a Törley-ház (Indián-telep), amelyet a híres pezsgőgyáros, Törley József építtetett. Államosítás után a Hajtómű- és Felvonógyár üdülője, majd a Hajtóművek és Festékberendezések Gyárának üdülője volt.
1995-ben önkormányzati tulajdon lett, majd értékesítették, ma magántulajdon.
2021-ben a Balaton Klub újra megnyitott mint vendéglátó komplexum.

## Forrás
balatonfoldvar.info.hu